# Paradelius niger
Paradelius niger är en stekelart som beskrevs av Whitfield 1988. Paradelius niger ingår i släktet Paradelius och familjen bracksteklar. Inga underarter finns listade i Catalogue of Life.